# Przełęcz Bukowska (Beskid Mały)
Przełęcz Bukowska (657 m n.p.m.) – przełęcz w Paśmie Bukowskim w Beskidzie Małym, pomiędzy szczytami Trzonki (725 m) oraz Porębskiego Gronia (742 m). Północne stoki przełęczy opadają na Pogórze Śląskie i spływa z nich potok Domaczka, stoki południowe opadają do doliny Wielkiej Puszczy.
Przełęcz znajduje się znacznie bliżej Trzonki (w odległości 450 m), niż Bukowskiego Gronia. Jej północny stok całkowicie porasta las, na stoku południowym jest polana, ciąg polan znajduje się także nieco dalej na wschód na południowym stoku, dzięki temu z polan tych rozciąga się panorama widokowa na południe obejmująca szczyty Pasma Policy, Babią Górę i położone po drugiej stronie doliny Wielkiej Puszczy szczyty Grupy Kocierza, a także fragment Beskidu Śląskiego i grzbiet Beskidu Małego od Czupla po Chrobaczą Łąkę. Na przełęczy znajduje się stojąca na słupie szafkowa kapliczka Matki Boskiej i skrzyżowanie szlaków turystycznych. Z przełęczy opada droga do Czańca trawersująca stoki Bukowskiego Gronia. W pobliżu przełęczy położone jest schronisko Chatka na Trzonce, prowadzone przez Klub Turystyki Górskiej „Limba” z Andrychowa. Poniżej przełęczy (w kierunku Przełęczy Targanickiej) przy szlaku turystycznym jest Kapliczka Matki Boskiej Śnieżnej pod Złotą Górką i źródełko.
Przez Przełęcz Bukowską biegnie granica między należącym do Porąbki przysiółkiem Kozubnik (stok południowy) i wsią Czaniec (stok północny), obydwie w województwie śląskim, w powiecie bielskim.

## Szlaki turystyczne
Porąbka – Bukowski Groń – Trzonka – Przełęcz Bukowska – Porębski Groń – Mała Bukowa – Przełęcz Targanicka – Capia Górka – Kaprówka – Przełęcz Cygańska – Góra Cygańska – Przełęcz Kocierska. Czas przejścia: 4:10 h, ↓ 3:40 h
 Przełęcz Bukowska – Porębski Groń – Złota Góra – Targanice – Jawornica – Potrójna – Łamana Skała – Rzyki-Praciaki. Czas przejścia do Targanic: 1:05, ↑ 1:45 h.